# Haslach an der Mühl
Haslach an der Mühl é um município da Áustria localizado no distrito de Rohrbach, no estado de Alta Áustria.